# Baltisch-Adriatische Route (EV9)
Die EuroVelo-Route EV9 (Baltisch-Adriatische Route (EV9), bis 2017 Bernsteinroute genannt) international auch Baltic – Adriatic (ehemals The Amber Route), ist ein europäischer Radfernweg. Sie führt über ca. 1900 Kilometer von Danzig an der Ostsee nach Pula an der Adria. Diese Nord-Süd-Strecke verläuft durch die sechs Länder Polen, Tschechien, Österreich, Slowenien, Italien und Kroatien. Bisher ist die Route nur in Tschechien und Österreich angelegt und als „EuroVelo“ ausgeschildert.

## Streckenführung

### In Polen
Die Strecke soll in Polen in Danzig starten und entlang der Weichsel nach Süden durch die Städte Tczew, Grudziądz, Bydgoszcz und Inowrocław führen. Von dort führt die Strecke dann nach Westen von der ehemaligen polnischen Hauptstadt Gnesen über Posen, Ostrów Wielkopolski bis nach Breslau an der Oder und weiter nach Głuchołazy an der polnisch-tschechischen Grenze. Der polnische Abschnitt führt entlang historischer und kultureller Stätten wie den Landschaftspark des unteren Weichseltals und den Wielkopolski-Nationalpark. Die Fertigstellung der Strecke war ursprünglich für 2017/18 geplant.

### In Tschechien
Die Route verläuft über die Städte Littau, Olmütz, Brno, Mikulov und Břeclav. Dabei wird u. a. die Kulturlandschaft Lednice-Valtice durchfahren. Ab Brno ist der EV9 beschildert.

### In Österreich
Von Reintal bis Wien verläuft die Strecke über Mistelbach durch das Weinviertel. Von Wien bis Mönichkirchen folgt die EV9-Route dem niederösterreichischen Thermenradweg. Danach geht es bis Bad Radkersburg und schließlich entlang der Mur und über Spielfeld nach Slowenien.

### In Slowenien
Von der österreichischen Grenze führt die Route über die Städte Maribor und Ljubljana.

### In Italien
Der EV9 macht einen kurzen Abstecher durch Italien: Er führt von der slowenischen Grenze durch Triest, bevor er erneut über die Grenze nach Slowenien führt.

### In Kroatien
Der EuroVelo 9 führt durch die westliche Seite der Halbinsel Istrien von Umag über Porec nach Pula.

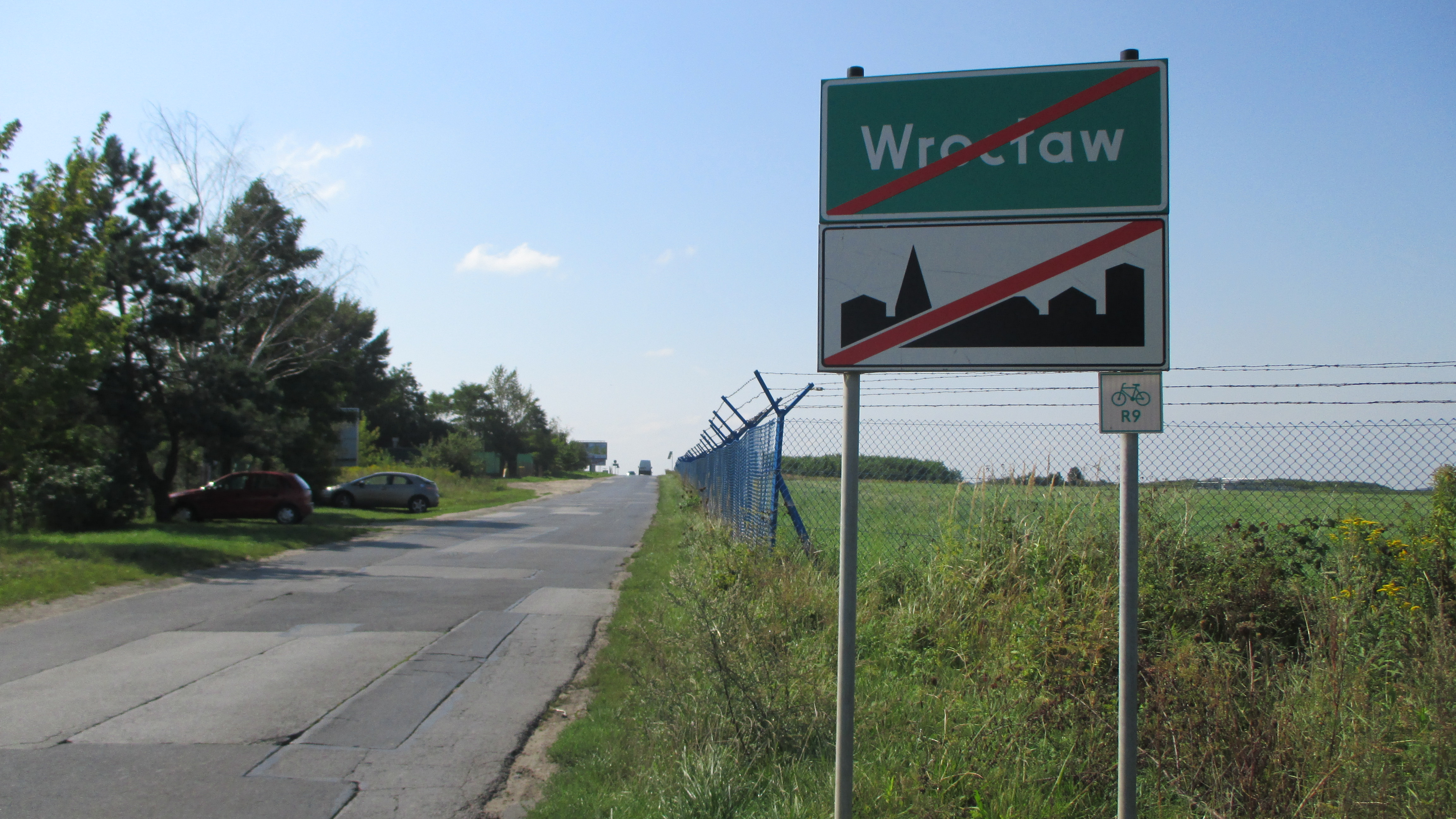
Schild R9 am Ortsschild von Breslau (Wrocław), Polen
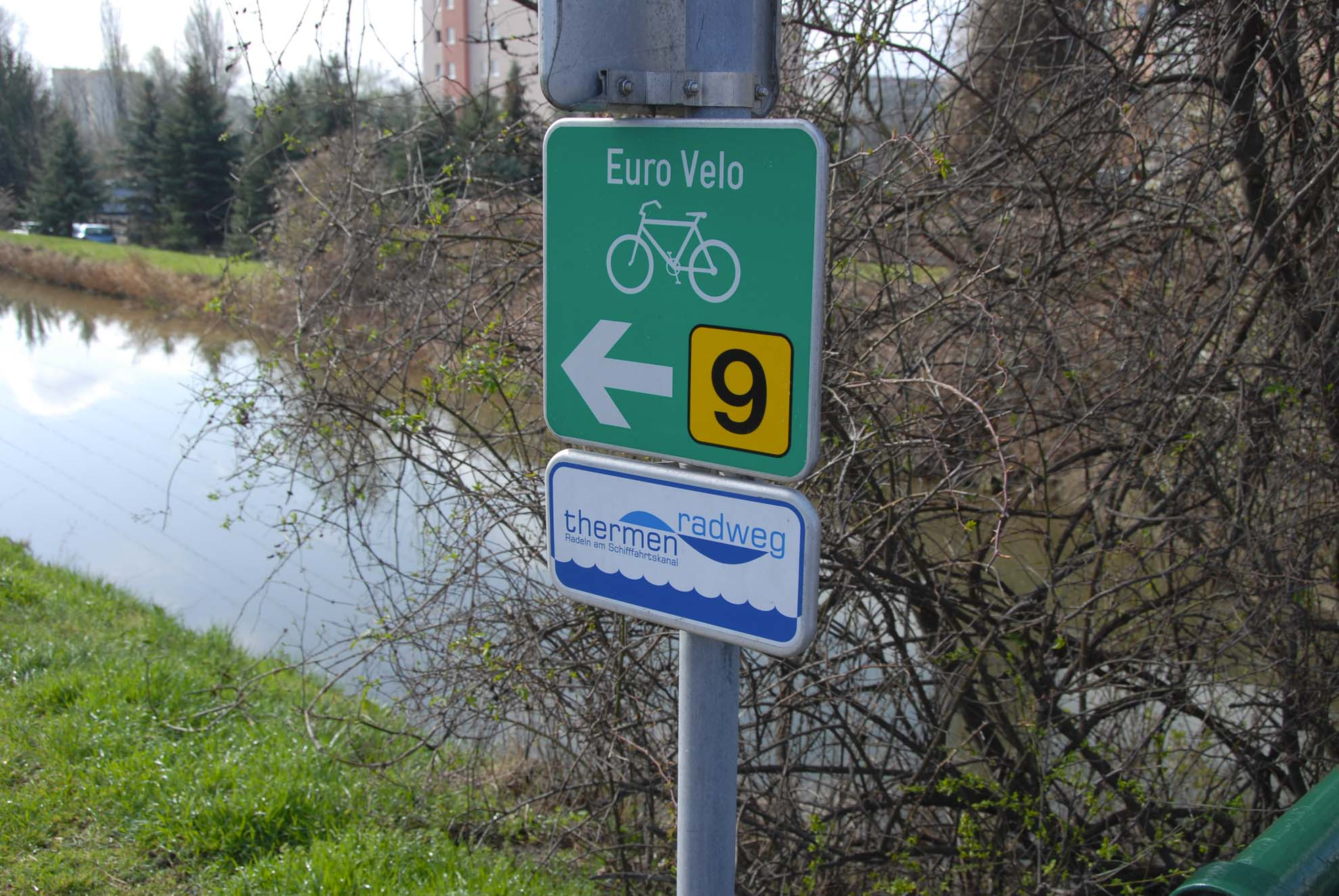
Beschilderung EuroVelo 9 am Thermenradweg bei Wiener Neustadt, Österreich
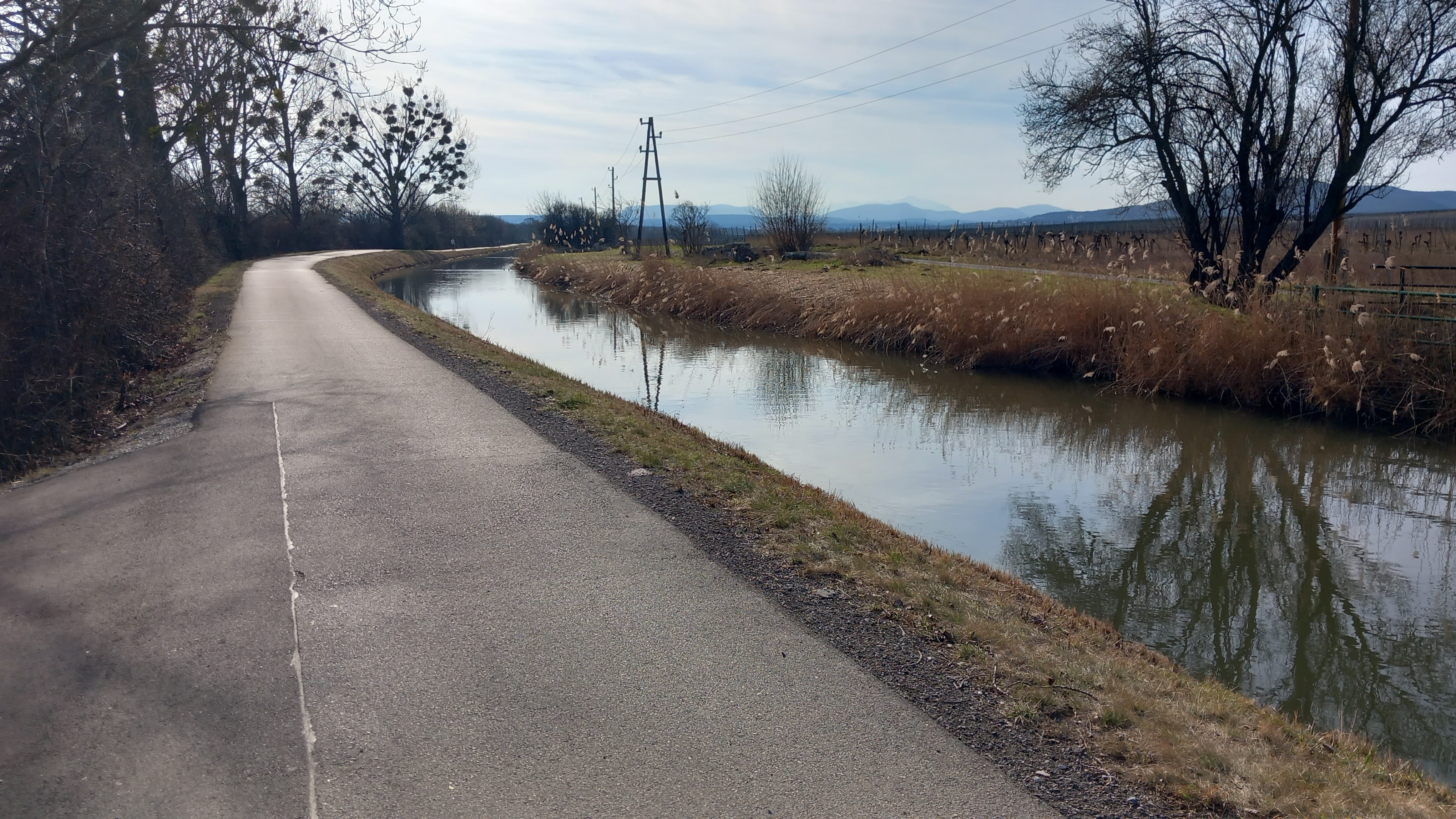
EuroVelo 9 und Thermenradweg; Radweg entlang des Wiener Neustädter Kanals bei Baden, Österreich